# Mario Santana
Mario Alberto Santana (ur. 23 grudnia 1981 w Comodoro Rivadavia) – argentyński piłkarz grający na pozycji ofensywnego pomocnika. Zawodnik klubu Pro Patria, ma także za sobą występy w reprezentacji Argentyny. Posiada również obywatelstwo włoskie.

## Kariera
Karierę rozpoczynał w argentyńskim zespole San Lorenzo. Po tym, jak jego kontrakt z tą drużyną upłynął, zdecydował o sprawdzeniu swych umiejętności w europejskim futbolu. W tym celu w 2002 roku przeniósł się do włoskiej drużyny Venezia, występującej w Serie A. Drużyna spadła do Serie B. Mario podążył za swoim managerem Maurizio Zamparinim do występującego w Serie B US Palermo, gdzie pokazał swoje ponadprzeciętne umiejętności.
W roku 2003 został wypożyczony do Chievo Werona i stał się jednym z najlepszych skrzydłowych w Serie A. Jego dobre występy zaowocowały powołaniem do reprezentacji narodowej w meczu przeciwko Japonii 18 sierpnia 2004. Tego samego roku powrócił do Palermo, które akurat awansowało do Serie A. W 2006 roku Santana został graczem Fiorentiny i wywalczył sobie miejsce w podstawowym składzie. W lutym 2009 roku w pojedynku ligowym z Bologną doznał poważnej kontuzji, która wykluczyła go z gry do końca rozgrywek. Po wyleczeniu urazu agent piłkarza – Mario Piccioli poinformował, że Santana chce przedłużyć kontrakt z Fiorentiną.
W 2011 roku Santana odszedł do SSC Napoli.
Poza tym był w składzie Argentyny na turniej o Puchar Konfederacji 2005 i dostawał powołania na mecze kwalifikacyjne do Mistrzostw Świata 2006.